# Église Saint-Cyr-et-Sainte-Julitte de Saint-Cyr (Saône-et-Loire)
L'église Saint-Cyr-et-Sainte-Julitte de Saint-Cyr est une église située sur le territoire de la commune de Saint-Cyr dans le département français de Saône-et-Loire et la région Bourgogne-Franche-Comté.
C'est l'une des quatre églises du diocèse d'Autun dédiées à saint Cyr et sainte Julitte, avec Bissy-la-Mâconnaise et Viré près de Lugny et Écuelles près de Verdun-sur-le-Doubs.

## Protection
Elle fait l'objet d'une inscription au titre des monuments historiques depuis un arrêté du 10 septembre 2001.

## Historique
Cette église a été bâtie à la fin du XVe siècle et il n'en reste, de nos jours, que le chœur (couvert d'une voûte sur croisée d'ogives). 
L'église a été remaniée à diverses reprises, et les nombreux intervenants ont d'ailleurs laissé diverses dates, inscrites sur un pilier (14XX), à la base du clocher (1784) ainsi que sur la fresque du chœur (1735), fortement ruinée et signée d'un dénommé Defauze.
Au XVIIIe siècle, reconstruction de la nef, flanquée de deux chapelles ; construction d'une tour de clocher-porche et décor du chœur par une peinture murale. 
La reconstruction de la fausse voûte en plein cintre de la nef est faite en 1988 et en 1998, la réfection des façades.

## Mobilier
L'édifice conserve plusieurs œuvres en bois polychrome dont un crucifix du XIVe siècle, une Vierge à l'Enfant du XVIIIe siècle, une pietà du XVIIIe siècle  (protégés au titre des objets Monuments historiques en 2002) et une attachante statue de sainte Barbe.

## Culte
Édifice consacré du diocèse d'Autun relevant de la paroisse Saint-Martin-entre-Saône-et-Grosne (siège à Sennecey-le-Grand) – qui en est affectataire au titre de la loi de 1905 –, l'église de Saint-Cyr est, plusieurs siècles après sa construction, un lieu de culte catholique.